# Celiny (gmina)
Celiny – dawna gmina wiejska istniejąca do 1954 roku w woj. lubelskim. Siedzibą władz gminy były Celiny, a następnie Nurzyna.
Gmina należała  do powiatu łukowskiego w woj. lubelskim. 1 kwietnia 1927 roku do gminy Celiny przyłączono wsie Gołowierzchy, Łęcznowola, Smolanka (wieś i kolonia) i Wólka Konopna ze znoszonej gminy Krasusy a także część gminy Dąbie; równocześnie część gminy Celiny przyłączono do gminy Gołąbki. Według stanu z dnia 1 lipca 1952 roku gmina składała się z 14 gromad.
Gmina została zniesiona 29 września 1954 roku wraz z reformą wprowadzającą gromady w miejsce gmin. Jednostki nie przywrócono 1 stycznia 1973 roku po reaktywowaniu gmin.